# Flores Magón

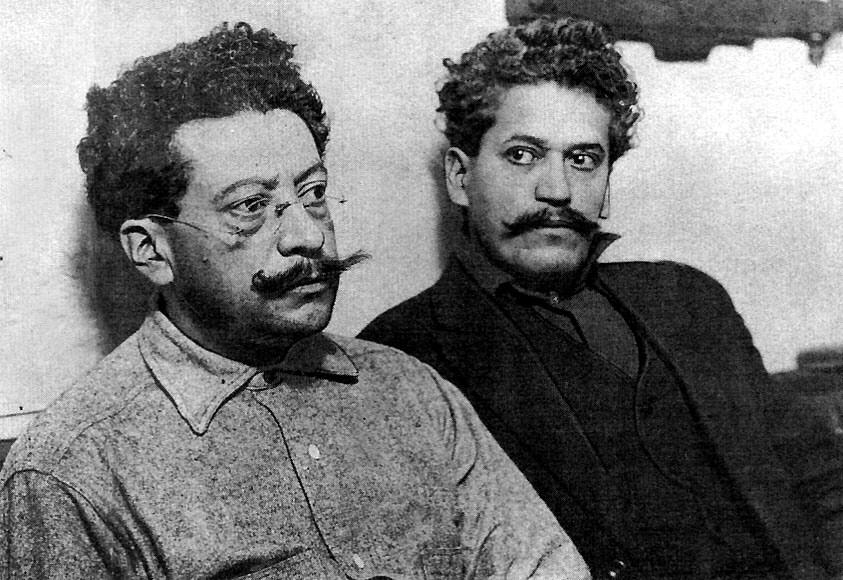
Ricardo en Enrique Flores Magón

De gebroeders Flores Magón waren drie anarchistische revolutionairen uit Mexico. De drie broers waren:
- Jesús Flores Magón (1871-1930)
- Ricardo Flores Magón (1873-1922)
- Enrique Flores Magón (1887-1954)